# Goryphus albopictus
Goryphus albopictus là một loài tò vò trong họ Ichneumonidae.